# Пологи (Криворізький район)
Поло́ги — село в Україні, Криворізькому районі Дніпропетровської області. 
Входить до складу Гречаноподівської сільської громади. Населення — 139 мешканців.

## Географія
Село Пологи знаходиться на відстані 2 км від села Озерне та за 2,5 км від села Водяне. Навколо села багато іригаційних каналів.

## Населення

### Мова
Розподіл населення за рідною мовою за даними перепису 2001 року:
| Мова       | Відсоток |
| ---------- | -------- |
| українська | 95,7 %   |
| російська  | 4,3 %    |

## Інтернет-посилання
- Погода в селі Пологи

1. ↑  Рідні мови в об'єднаних територіальних громадах України — Український центр суспільних даних